# كيوراتايب (تشيلي)
كيوراتايب (بالإسبانية: Curanipe)‏ هي منطقة سكنية تقع في تشيلي في Pelluhue. يقدر عدد سكانها وترتفع عن سطح البحر 24 متر.